# Хьерульф, Отто Рикард
Отто Рикард Хьерульф (норв. Otto Richard Kierulf; 29 января 1825, Кристиания — 7 января 1897, Осло Норвегия) — норвежский политический, государственный, военный и общественно-спортивный деятель, Премьер-министр правительства Норвегии в Стокгольме (1871-21 июля 1873, 21 июля 1873—21 марта 1884). Первый председатель Олимпийского комитета и Конфедерации спорта Норвегии (Centralforeningen for Udbredelse af Legemsøvelser og Vaabenbrug) (1861—1864 и 1867—1869).

## Биография
Сын офицера. Учился в офицерской пехотной школе, в 1842 году получил звание подпоручика. С 1847 года служил в артиллерии, в 1860 году стал подполковником.
В 1871—1873 годах избирался депутатом городского совета Христиании и членом стортинга от Христиании.
В 1873—1884 годах занимал пост премьер-министра правительства Норвегии в Стокгольме и премьер-министра временного правительства Норвегии (1875—1881).
Похоронен на Западном кладбище в Осло.